# Kąty (powiat pajęczański)
Kąty – kolonia w Polsce położona w województwie łódzkim, w powiecie pajęczańskim, w gminie Sulmierzyce. 
W latach 1975–1998 miejscowość administracyjnie należała do województwa piotrkowskiego.
Do lat 80. XX w. wieś z populacją ponad 100 osób, obecnie praktycznie opuszczona (na stałe zamieszkane są dwa domy, w okresie wakacji około 15). W wiosce znajduje się kopalnia odkrywkowa piasku i żwiru oraz dwie kapliczki.